# Васильев, Дмитрий Васильевич
Дмитрий Васильевич Васильев (1861 — не позднее апреля 1916) — крестьянин, депутат Государственной думы Российской империи I созыва от Новгородской губернии.

## Биография
Крестьянин из деревни Малое Ляпино Троицкой волости Новгородского уезда Новгородской губернии. Выпускник сельской одноклассной школы (по другим сведениям обучался грамоте дома), после её окончания занимался самообразованием. К книгам настолько пристрастился, что несмотря на ограниченные средства, у него собралась собственная небольшая и содержательная библиотека. Служил волостным судьёй. Был избран гласным уездного земского собрания. Сотрудничал с некоторыми печатными органами либерального направления, писал в них о нуждах деревни.
26 марта 1906 избран в Государственную думу Российской империи I созыва от съезда уполномоченных от волостей Новгородской губернии. Вошёл в состав Конституционно-демократической фракции, принадлежал её левому крылу. Состоял в Аграрной комиссии Государственной Думы. Поставил свою подпись под законопроектом «О собраниях». Выступал с Думской трибуны по аграрному вопросу.
Дальнейшая судьба и дата смерти неизвестны.

### Рекомендованные источники
- Российский государственный исторический архив. Фонд 1278. Опись 1 (1-й созыв). Дело 84. Лист 10; Фонд 1327. Опись 1 (1905 г.). Дело 141. Лист 21.